# Oberea humeralis
Oberea humeralis là một loài bọ cánh cứng trong họ Cerambycidae.